# Махала (Осмаци)
Махала је насељено мјесто у општини Осмаци, Република Српска, БиХ. Према попису становништва из 2013. у насељу је живјело 578 становника.

## Становништво
| Демографија | Демографија | Демографија |
| Година      | Становника  | Становника  |
| ----------- | ----------- | ----------- |
| 1961.       | 352         |             |
| 1971.       | 401         |             |
| 1981.       | 513         |             |
| 1991.       | 626         |             |
| 2013.       | 578         |             |